# Noah's Ark (filme de 1928)
Noah's Ark (br A Arca de Noé) é um filme norte-americano  de 1928, parcialmente mudo, do gênero drama de guerra, dirigido por Michael Curtiz e estrelado por Dolores Costello e George O'Brien.

## A produção
Durante a filmagem da cena do dilúvio, o volume de água usado era tão esmagador (600 mil galões) que causou a morte de três figurantes, outros sofreram rupturas ósseas e ferimentos graves, inclusive um membro precisou ter suas pernas amputadas devido aos ferimentos. A ocasião levou à implementação de normas de segurança de dublê no ano seguinte. Dolores Costello foi vítima de um grave caso de pneumonia por conta do ocorrido. Trinta e cinco ambulâncias participaram do incidente.
Em primeira instância, o filme foi filmado como mudo, mas teve sua estreia adiada para incorporar alguns diálogos, tendo em vista o sucesso de The Jazz Singer, realizado no ano anterior.

## Sinopse
Em viagem de trem às vésperas da Primeira Guerra Mundial, a jovem alemã Mary e o norte-americano Travis apaixonam-se. Após um acidente, os dois refugiam-se em um hotel, onde Mary sofre o assédio do militar russo Nickoloff, que é repelido por Travis. Anos mais tarde, já no fim da guerra, os três voltam a se encontrar, em uma pequena cidade da França. Ali, Nickoloff acusa Mary de ser espiã. Condenada à morte por fuzilamento, Mary é salva por Travis, agora seu marido. Essa história é contada concomitantemente com o Dilúvio bíblico, onde Mary é Míriam e Travis, Jafé, um dos filhos de Noé.

## Elenco
| Ator / Atriz             | Personagem             |
| ------------------------ | ---------------------- |
| Dolores Costello         | Mary / Miriam          |
| George O'Brien           | Travis / Jafé          |
| Noah Beery               | Nickoloff / Rei Nefilo |
| Louise Fazenda           | Hilda / Taverneira     |
| Guinn 'Big Boy' Williams | Al / Cam               |
| Paul McAllister          | Ministro / Noé         |
| Mirna Loy                | Dançarina / Escrava    |